# Rokan Sarā
Rokan Sarā (persiska: رکن سرا) är en ort i Iran.   Den ligger i provinsen Gilan, i den nordvästra delen av landet, 240 km nordväst om huvudstaden Teheran. Antalet invånare är 114.
Terrängen runt Rokan Sarā är platt. Runt Rokan Sarā är det tätbefolkat, med 659 invånare per kvadratkilometer. Närmaste större samhälle är Rasht, 5,3 km söder om Rokan Sarā. Runt Rokan Sarā är det i huvudsak tätbebyggt.